# Eolisch (toonladder)
De eolische toonladder (ook wel gespeld als aeolisch) is een van de zeven hoofd kerktoonsoorten of modi zoals die in de westerse muziek worden gebruikt. Deze toonladder kan worden verkregen door op een piano vanaf de A omhoog te spelen op de witte toetsen tot de eerstvolgende A.
A 1 B ½ C 1 D 1 E ½ F 1 G 1 A
De eolische toonladder wordt ook wel natuurlijk mineur genoemd (want zonder leidtonen).
Evenals ionisch heeft de erin besloten tritonus geen relatie tot de "harmonische tonen" 1, 3 of 5: in de hieronder afgebeelde rij tonen is de tritonus (twee noten met een afstand van 3 hele noten) de combinatie B-F (of F-B). De harmonische tonen zijn A, C en E en tussen deze twee sets zit dus geen overlap. Dit is ook het geval bij de ionische toonladder (de harmonische tonen zijn hier C-E-G). Bij de andere toonladders komen B of F (of beide, in de Locrische) wel voor in het harmonische akkoord. Overigens is de tritonus in alle toonladders met onderstaande noten de combinatie B-F (of F-B).
Eolisch is geen authentieke kerktoonsoort zoals deze in de middeleeuwen en met name in het gregoriaans gebruikt werden.

## Voorbeelden van eolische toonladders
A eolisch
C eolisch
Ionisch ·
Dorisch · 
Frygisch ·
Lydisch ·
Mixolydisch ·
Eolisch ·
Locrisch